# Santuario di Nostra Signora di Meritxell
Il santuario di Nostra Signora di Meritxell (in catalano santuari de Nostra Senyora de Meritxell o Mare de Déu de Meritxell o Santuari de Meritxell) si trova a Meritxell, nella parrocchia di Canillo nel Principato di Andorra, situato sui Pirenei tra la Francia e la Spagna.

## Storia del santuario
Il santuario deve la sua origine, secondo la tradizione, al rinvenimento, nel XII secolo, di una statua lignea policroma della Madonna col Bambino, trovata in un roseto selvatico fiorito prodigiosamente in gennaio. La sacra raffigurazione, portata in chiesa dagli abitanti del luogo, sarebbe sparita per essere poi ritrovata nel roseto. Il fatto si ripeté e la gente interpretò l'inspiegabile episodio come un desiderio da parte della Vergine di restare in quel luogo, dove fu quindi costruita una chiesetta romanica, subito divenuta meta di pellegrinaggi. 
La statua, custodita nell'attuale santuario, perduta in un incendio nel 1972, fu sostituita con una copia, collocata nella cappella che costituiva il santuario originale, ricostruita da Ricardo Bofill. Nostra Signora di Meritxell è considerata santa patrona della nazione. Dal 2014 il santuario è stato inserito anche tra le tappe della Ruta Mariana, il cammino che attraversa cinque grandi santuari tra la Francia e la Spagna che hanno in comune il culto di Maria: Lourdes in Francia, El Pilar a Saragozza, Torreciudad a Huesca, Montserrat a Barcellona e Meritxell ad Andorra. Ogni anno sono circa 12 milioni i visitatori della Ruta Mariana.